# Дом Белолипецких
Дом Белолипецких — здание в Туле, по адресу ул. Металлистов, д. 10, в котором располагается филиал Исторического музея.

## История здания
История дома связана с известной в конце XIX — начале XX веков фамилией тульских купцов Белолипецких, род которых ведёт начало от середины XVI века.
В 1836 году в тульское мещанское сословие записывается Михаил Филатович сын Белолипецкий. Его старший сын, Иван Михайлович, в 1868 году записывается уже в тульское купечество. В 1871 году И. М. Белолипецкий — единственный представитель данной фамилии среди тульских домовладельцев. Ему принадлежит домовладение № 5 по ул. Пятницкой, сейчас это левое крыло дома № 10 на ул. Металлистов. В 1875 году Иван Михайлович Белолипецкий покупает соседний участок № 8(6).
В 1970-е годы при исследовании специалистами дома № 10 по улице Металлистов (бывшей Пятницкой) была обнаружена каменная закладная доска с инициалами владельца «И. М. Б.» и надписью «Трудовое общество. 1891», годом начала возведения нового здания на ранее купленных И. М. Белолипецким участках.
В 1891 году Иван и Александр Белолипецкие учредили Товарищество Торгового дома «Братья Белолипецкие в Туле», занимавшемся мукомольным производством, торговлей москательными и бакалейными товарами. В здании располагались контора Товарищества, магазин, жилые помещения, а на территории усадьбы находились склады и мельница.
К 1892 году братья Белолипецкие, а также их двоюродный брат Михаил Григорьевич Белолипецкий, известный тульский пряничник, у которого были фабрика и магазин на этой же улице, вошли в состав тульского купечества второй гильдии. В 1903 году единственным собственником недвижимости Белолипецких становится сын младшего брата Ивана Михайловича Белолипецкого — Александр Александрович.
В повседневном обиходе для различия двух предприятий двоюродных братьев Белолипецких на Пятницкой улице, разных по сфере деятельности и не зависимых друг от друга, их обозначают как Белолипецкие — «братья» (фирма бакалейщиков-мукомольщиков) и Белолипецкие — «наследники» (фирма пряничников, в состав которой вошли купцы Иван, Николай, Платон и Василий Михайловичи).
Александр Александрович Белолипецкий занимался общественной деятельностью: гласный Тульской городской думы, почётный попечитель городских училищ и приютов. Был потомственным почетным гражданином Тулы. В его доме с конца декабря 1911 года и до начала Первой мировой войны располагался купеческий клуб.
В 1912 году А. А. Белолипецкий отходит от дел. В составе Товарищества «Братья Белолипецкие в Туле» появляются новые учредители, не связанные с семьёй.
В годы Первой мировой войны часть дома № 10 сдавалась под лазарет. В другой части проживали семьи сотрудников Товарищества торгового дома «Братья Белолипецкие». После революции 1917 года особняк Белолипецких был жилым домом, в нём размещались госучреждения. Решением Совета Министров РСФСР от 04.06.1947 г. дом был передан в пользование Облпотребсоюзу для устройства профессионально-технического училища, которое находилось в нём до 1980-х. В 1990-е годы здание планировалось под размещение учреждения культуры, однако впоследствии от этой идеи отказались.
В 1995 году указом Президента РФ т 20.02 1995 № 176 внесен в перечень объектов исторического и культурного наследия федерального значения.
К 2014 году дом был узнаваем лишь со стороны фасада, выходящего на проезжую улицу Металлистов.
В 2015 году был поднят вопрос о создании музейного квартала в Туле (на улице Металлистов). В 2019 году правительство РФ выделило средства на проведение реставрационных работ, в том числе на восстановление особняка Белолипецких и приспособление его для использования в музейных целях. В том же году было принято решение о размещении в особняке филиала Государственного исторического музея.
27 сентября 2020 года в доме № 10 по улице Металлистов открыт филиал Исторического музея в Туле.

## Архитектура здания

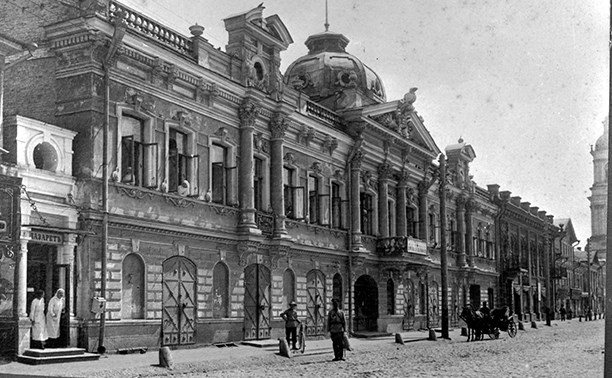
Дом Белолипецких в начале XX века

Памятник представляет собой комплекс, в который входят основное здание и две пристройки. Основное здание двухэтажное, датируется 1891 годом. Примыкающие к нему пристройки из красного кирпича представляют собой два вытянутых двухэтажных строения, которые образуют пространство внутреннего двора. Во внутренний двор можно попасть через сквозную арку основного здания и арку правой пристройки.
Оштукатуренный фасад главного здания, выходящий на улицу Металлистов, эклектичен, богато украшен декоративными элементами. Трёхосная центральная часть представляет собой раскрепованный портик из четырёх коринфских трёхчетвертных колонн на высоту второго этажа с антаблементом. Колонны опираются на крупные фигурные кронштейны в виде волют, завершенных лепными «раковинами». Стены боковых частей портика прорезаны спаренными оконными проёмами с лучковыми перемычками, объединёнными фигурными столярными заполнениями с кронштейнами и прорезными бусами. Сами проёмы украшены наличниками с «ушами» и волютами, завершены карнизами с фигурным картушем с гирляндами. Центральный оконный проём с лучковой перемычкой декорирован наличниками с «ушами» и волютами, увенчан высоко поднятым сандриком с малым картушем и гирляндами.
Антаблемент, лежащий на колоннах, включает в себя двухступенчатый архитрав. Фриз, украшен филенками и разделанный по осям колонн медальонами с акантовыми листьями, которые поддерживают венчающий карниз с дентикулами. Фронтон треугольный. Тимпан фронтона заполненен крупным картушем в обрамлении гирлянд из мощных листьев.
Первый этаж оформлен рустом, имитирующим каменную кладку. Проёмы первого этажа разновеликие с трёхчастными и одиночными гранёными замковыми камнями. В западной части фасада оконные проёмы расположены по осям оконных проёмов второго этажа. В центральной части оконные проёмы имеют некоторое смещение относительно проёмов второго этажа. Симметрию нарушает расположенная справа проездная почти квадратная арка с металлическими воротами. Цоколь облицован белокаменными плитами.

## Филиал Исторического музея в Туле
Первый региональный филиал главного музея российской истории, Государственного исторического музея (ГИМ). Расположен в музейном квартале Тулы в доме № 10 на улице Металлистов (бывшей Пятницкой). Открыт 27 сентября 2020 года.
Первый региональный филиал представляет собой современное пространство для тематических выставок ГИМа. Проекты меняются 2-3 раза в год. Первым стала выставка «Реликвии и шедевры Исторического музея», где представлено 268 ценнейших памятников из всех 15 фондовых коллекций ГИМа, мемориальные реликвии. В филиале расположилась тактильная экспозиция, представляющая копии главных памятников Государственного исторического музея. Это пространство принимает посетителей с инвалидностью по зрению и всех посетителей музея.
Музейный двор образован крыльями здания, выходящими на Казанскую набережную. Пространство частично замощено брусчаткой. В нём расположены макеты зданий Исторического музея в Москве и Покровского собора, выполненные послойно из оргстекла и светящиеся в темное время суток.
Музейный двор выходит на Музейную площадь. Площадь объединила Казанскую набережную и дворы домов № 8 и № 10. Через арку последнего сюда можно попасть с улицы Металлистов. В центре Музейной площади — металлический медальон с изображением Тульского кремля и памятной надписью: «Музейный квартал. Основан в честь 500-летия возведения Тульского кремля. 2020». Основной доминантой Музейной площади выступают двутавры — балки-светильники, символизирующие несгибаемый характер тульских мастеровых.

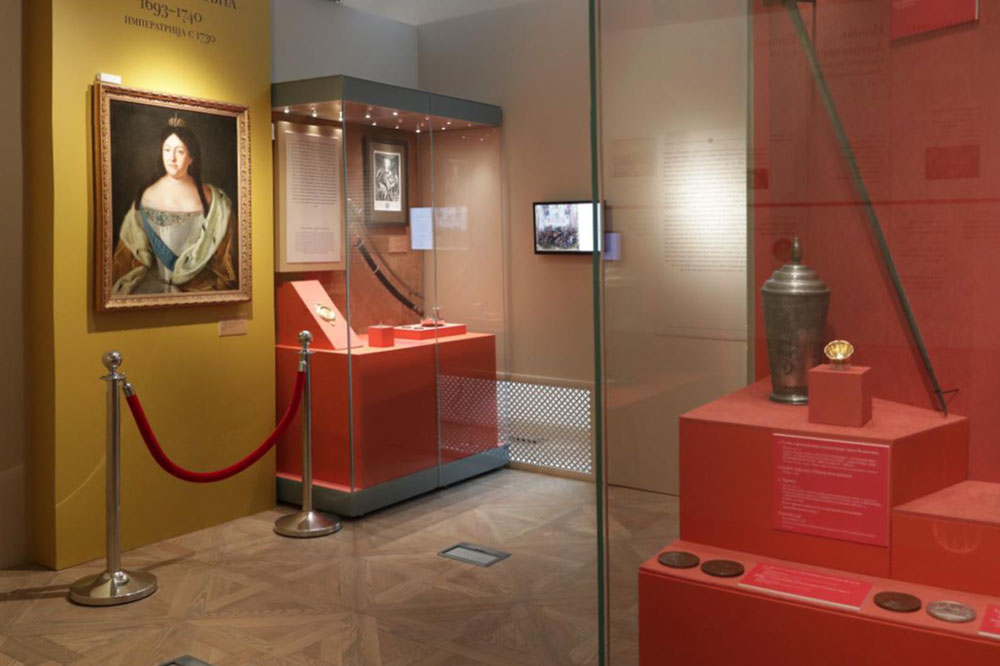
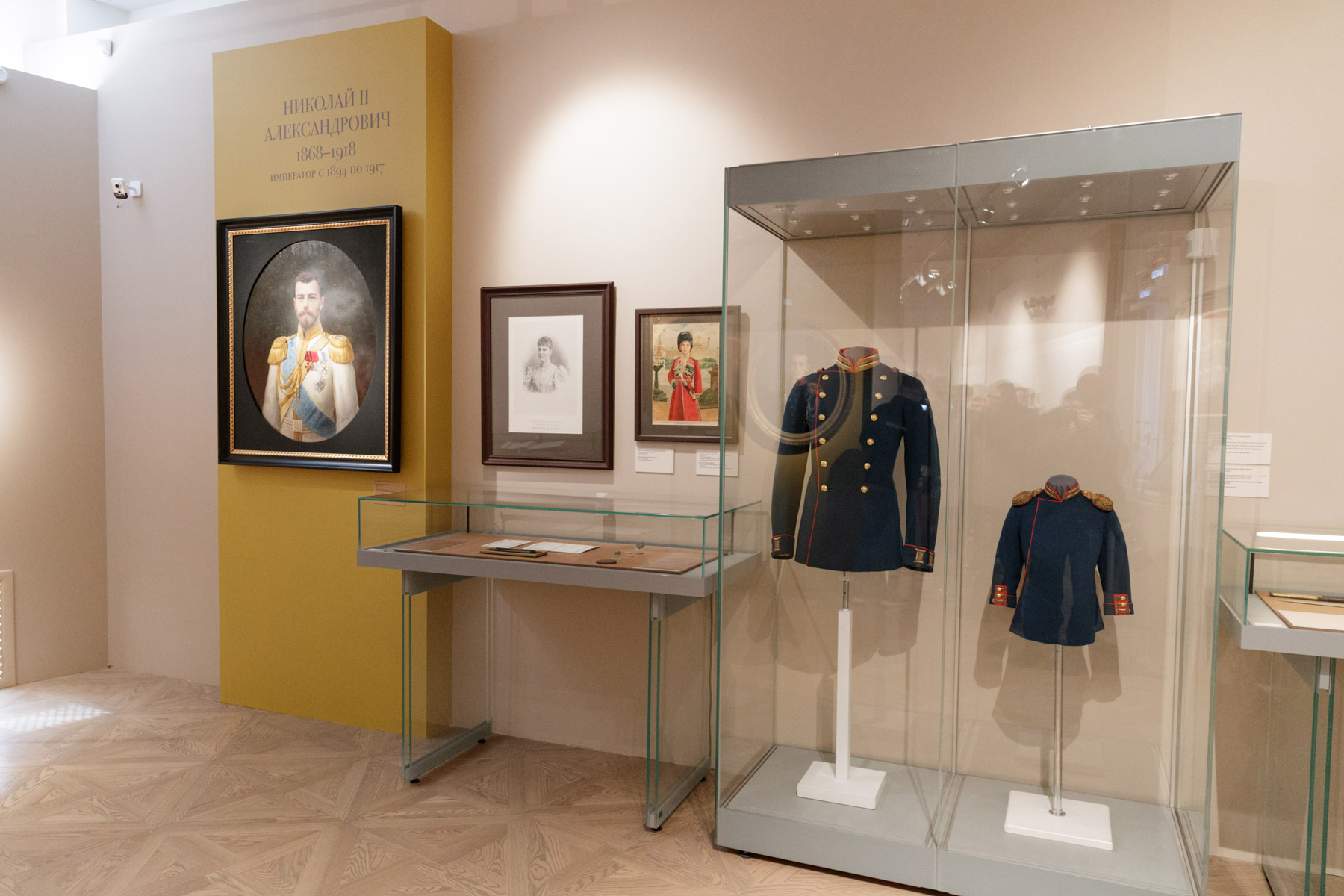
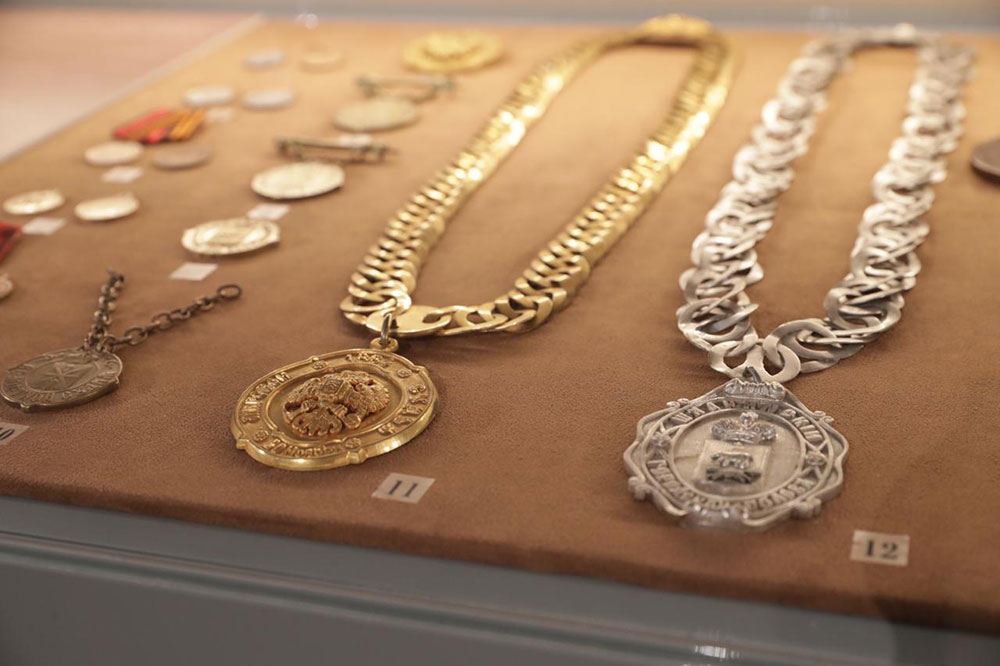